# South Thompson River
South Thompson River är ett vattendrag i Kanada.   Det ligger i provinsen British Columbia, i den södra delen av landet, 3 300 km väster om huvudstaden Ottawa.
I omgivningarna runt South Thompson River växer i huvudsak barrskog. Runt South Thompson River är det ganska tätbefolkat, med 248 invånare per kvadratkilometer.